# Кокари-Шаршари
Кокари-Шаршари (перс.شرشر) — базовый район афганской оппозиции в период Афганской войны (1979—1989) в составе «Западной объединённой группировки» афганских моджахедов полевого командира Исмаил-хана.

## Цели и задачи
«Кокари-Шаршари» выполнял на западе Афганистана те же задачи, что на востоке — крупнейший базовый район Джавара.

Укреплённый район, перевалочная база Кокари-Шаршари» — «Кокари-Шершари», «Какари-Шашари», «Какари-Шушари», «Шаршар», «Шер-Шер» фортификационный комплекс из опорных пунктов с коммуникациями, организованных по единому плану системы огня.

Был призван к ведению продолжительных боевых действий в устойчивой обороне на широком фронте и изоляции — противостоять превосходящим силами и средствами Советским войскам, использующим тяжёлую артиллерию и ударную авиацию.

## Дислокация. Тактико-географические преимущества
Расположен в горном массиве «Кухе-Сенге-Сурах» (Белые горы) на афгано-иранской границе, провинции Герат — западе республики Афганистан.

Кокари-Шаршари второй после Джавары — в числе 3-х (Джавара, Кокари-Шаршари, Тора-Бора) наиболее крупных приграничных базовых районов афганской оппозиции.

— Кокари-Шаршари перевалочный и опорный пункт одновременно — важный орган в системе тылового обеспечения афганских моджахедов находился в приграничной с Ираном полосе на западе Афганистана и управлялся командующим «западной объединённой группировкой» Исмаил-хана.

— Тактико-географические преимущества «Кокари-Шаршари» обусловлены близостью Ирана, не подконтрольной территории, откуда непрерывно оказывалась военная, политическая, продовольственная помощь и пополнение живой силой.

— Максимальная территориальная близость военно-тренировочных лагерей «по подготовке военных специалистов» в сопредельном Иране к «Кокари-Шаршари», единая с ними система подземных сообщений, обеспечивала систематическое усиление гарнизона «Кокари» свежими силами и средствами, в том числе прошедшими специальную военную подготовку и мотивированными радикальной исламской идеологией моджахедами и многочисленными иностранными наемниками ряда исламских государств.

— Группы афганских моджахедов, арабских и иранских наёмников, обученных в военно-тренировочных лагерях, расположенных в Иране, беспрепятственно переправлялись через приграничную реку Герируд в направлении от иранских пограничных постов Наллупаин (выс. 710), Меллу-Паин и других пограничных застав к базе-арсеналу «Кокари». Часто с территории Ирана велась корректировка огня из различных вооружений по позициям подступающих к укрепрайону войск.

— Горный рельеф местности являлся наиболее высокопрочным естественным средством защиты и маскировки объектов удара штурмовиков базы формирований, склады, пункты управления оборудовались в полу-тоннелях склонов гор и пещерах.
— Из воспоминаний командира 149-го гвардейского мотострелкового полка, гвардии подполковника, впоследствии генерала-полковника Скородумова А.И:

«Кокари-Шаршари — среди «афганцев» слыло худым местом и «славилось» своими добротными оборонными укреплениями и коммуникациями. Нам предстояло их уничтожить, а также захватить склады оружия и боеприпасов банды моджахедов под командованием полевого командира Турана Исмаил-хана. Приблизительно через тридцать минут мы уже подлетали к месту высадки. Выжженная земля, низкие по афганским меркам горы, сухое русло реки Герируд - место, где по топографической карте и проходит граница Афганистана с Ираном»— генерал-полковник А.И. Скородумов
— Поблизости к «Кокари-Шаршари» в соседнем Иране располагалось 34 учебных центрах (лагеря), где подготовку проходили пополнявшие его гарнизон живой силой и оружием тысячи мятежников. В программе подготовки — изучалась материальная часть вооружения; тактика партизанской войны; велись стрельбы; там овладевали навыками по ориентированию на местности; по оказанию первичной медицинской помощи и т.д..

— Поскольку, важной составляющей партизанской войны была пропаганда, обязательными дисциплинами были религиозная и политическая подготовка: основы антиправительственной, антисоветской пропаганды. Для идеологической обработки оппозиции при «Кумском теологическом центре» был создан специальный пропагандистский факультет.

## История
Фортификационный комплекс «Кокари-Шаршари» был построен в 1984 году на средства военно-политического союза «Шиитской восьмёрки».

— Проект был разработан совместно — западногерманскими и иранскими военными инженерами, в соответствии с современными на текущий момент достижениями инженерной мысли и военной науки.

— О роли базового района «Кокари-Шаршари» в период Афганской войны (1979-1989) говорили его значимость и масштаб, сопоставимый лишь с базовым районом Джавара — на востоке. «Кокари-Шаршари» являлся одновременно и крупнейшей перевалочной базой, включавшей большое количество: складов вооружения, боеприпасов, продовольствия и другого имущества.

— Предводителем повстанцев пяти афганских западных провинций и лидером партии Исламское общество Афганистана в период Афганской войны (1979-1989) был Мохаммад Исмаил-хан по прозвищу Туран Исмаил (в переводе с дари — «капитан Исмаил»).

«В период Афганской войны (1979—1989) формированиями вооружённой оппозиции на приграничных территориях были оборудованы крупные перевалочные базы: Марульгад, Рабати-Джали, Шинарай, «Кокари-Шаршари», Джавара, Льмархауза, Ангуркот, Ходжамульк, Мианпушта, Анандара, Шагали, Тангисейдан, они же — одновременно являлись и базовыми районами...»— генерал А.А. Ляховский «Трагедия и доблесть Афгана»

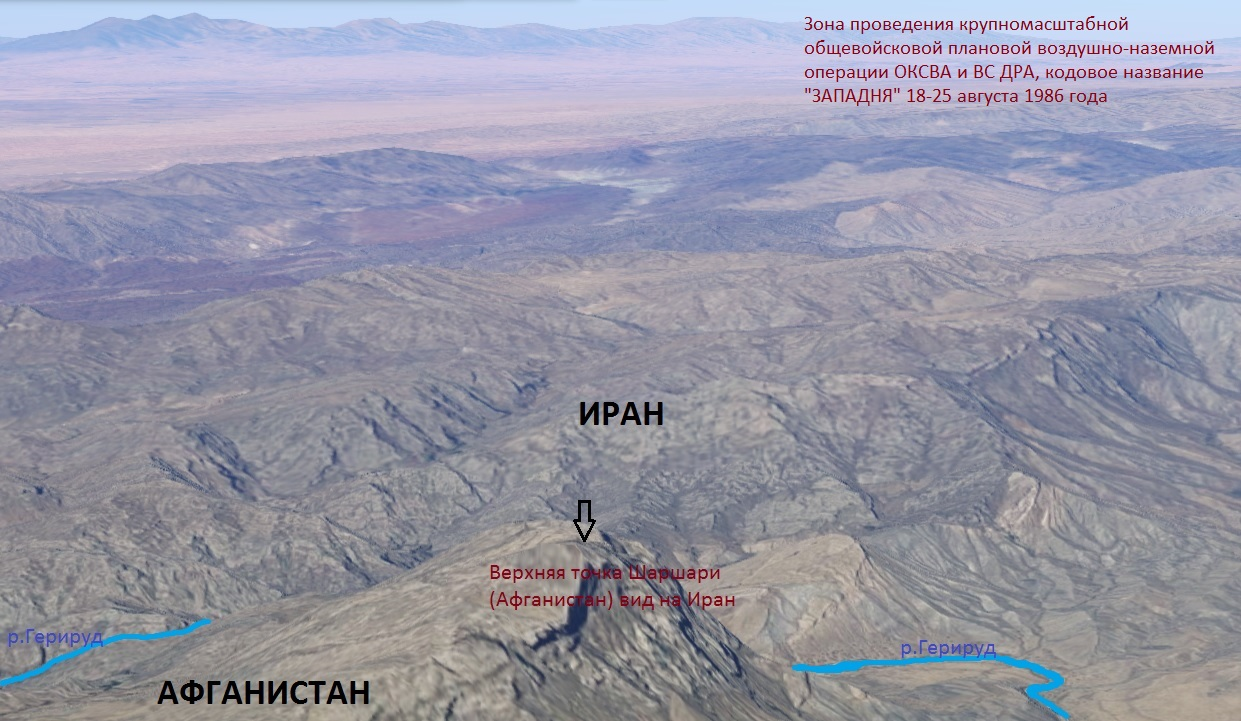
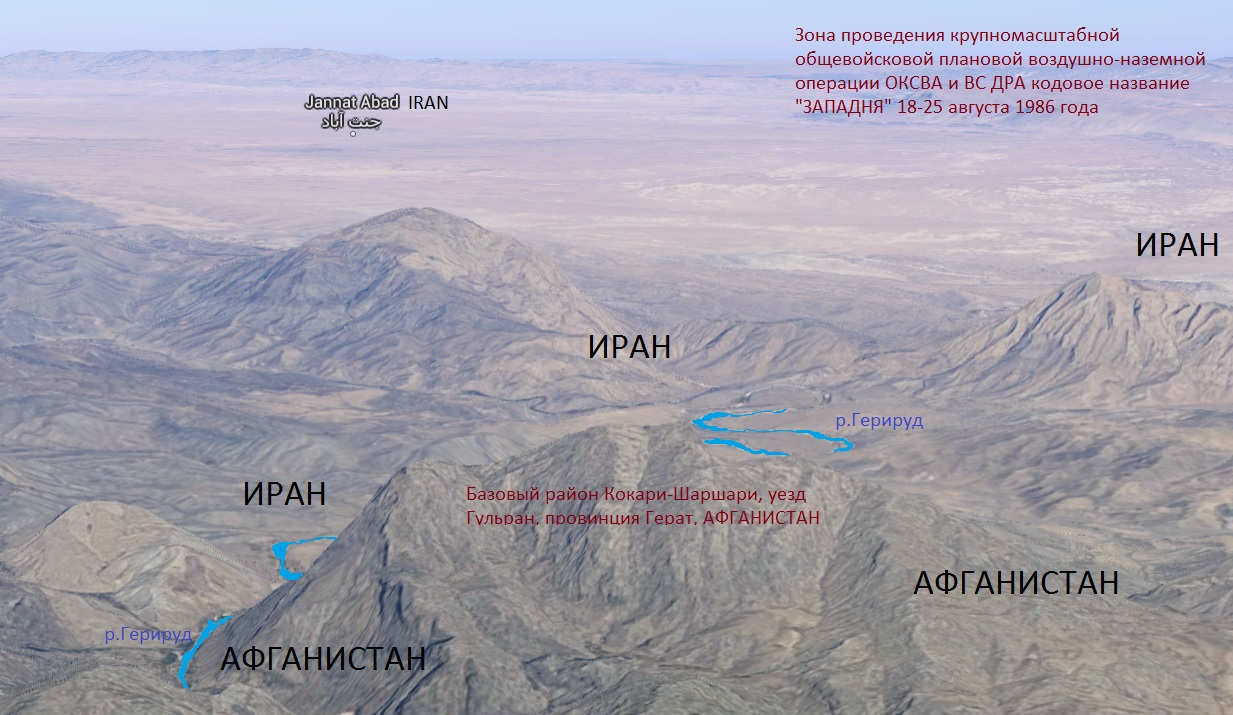
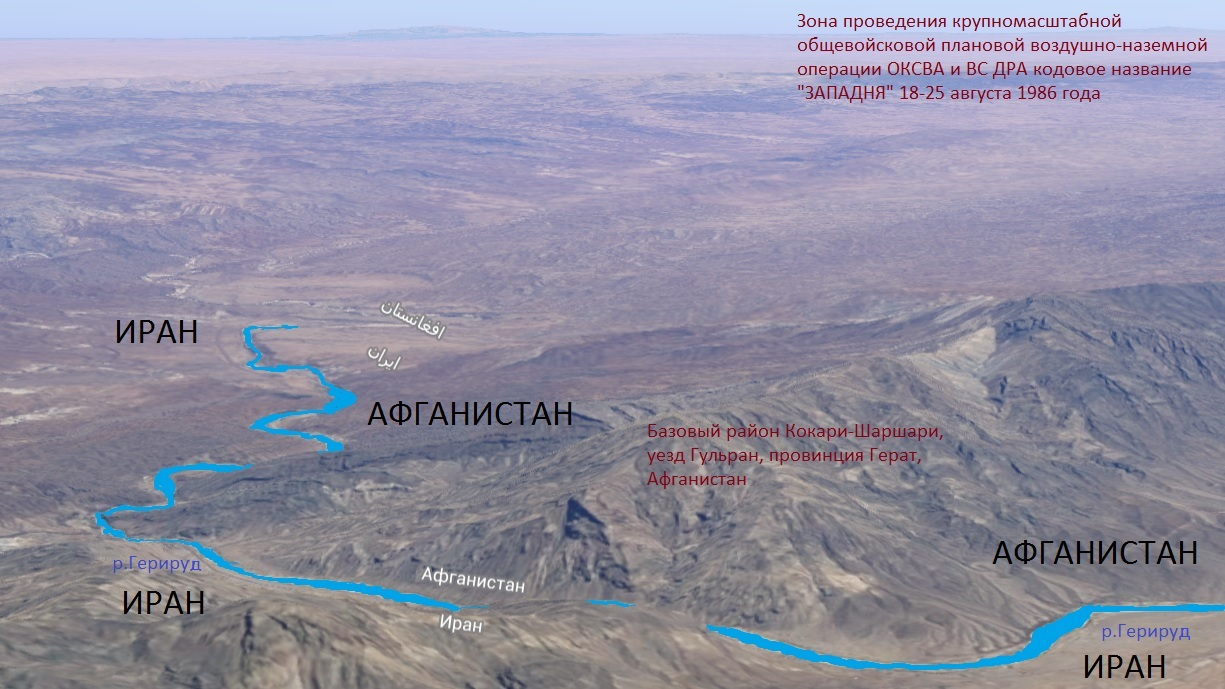
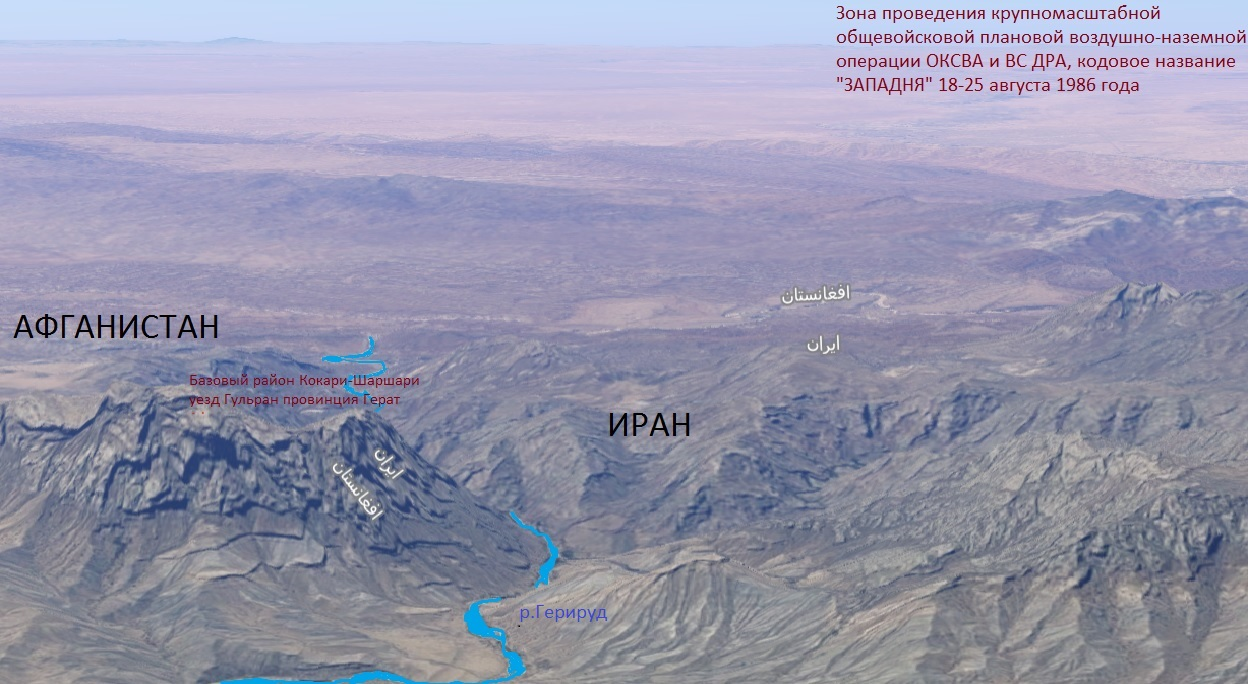

Фортификационные сооружения представляли собой комплекс наземных и подземных тоннельного типа с защитной толщей 15-20 метров сооружений в многоуровневом комплексе мощной железобетонной конструкции, способной выдержать бомбо-штурмовые удары авиации и тяжелой артиллерии, были оборудованы всем необходимым для боевой деятельности: командный пункт с узлом связи в бункере, учебный и пропагандистский центры, несколько казарм, множество складов оружия и боеприпасов, продовольствия с запасами питьевой воды, авторемонтные и оружейные мастерские, снаряжательный патронный завод по сборке патронов БУР, госпиталь с современным медицинским оборудованием и медикаментами, бомбоубежище, тюрьма.

— Имелись административные здания и жилые дома для размещения высокопоставленных лиц и иностранных представителей. База располагала автономным электро- и водоснабжением. Подступы к базе прикрывались тремя рубежами опорных пунктов, оборудованных на господствующих высотах огневыми сооружениями с укрытиями. Весь район имел исключительно сильную ПВО — большое количество ПЗРК, ДШК, ЗГУ.

— Подступы к базе прикрывались тремя рубежами опорных пунктов, оборудованных на господствующих высотах огневыми сооружениями с укрытиями. Район был оснащён «исключительно сильной ПВО» — большое количество ПЗРК, ДШК, ЗГУ и другое.

Приграничная перевалочная база «Кокари-Шаршари» являлась главным распорядительным пунктом для дальнейшей переправки в промежуточные органы снабжения оппозиции на территории ДРА. Здесь длительное время хранилось оружие и боеприпасы.

— Несмотря на близость Иранской границы, всё же большая часть вооружения, доставляемого на перевалочную базу Исмаил-хана «Кокари-Шаршари». — имела не иранское происхождение, в виде помощи поддерживаемых Ираном группировок, а была из Пакистана, удалённость которого от базового района была значительной

## Операция «Западня». Захват «Кокари-Шаршари»
Во второй половине 1986 года советское командование приняло согласованное с Президентом Афганистана М.Наджибуллой решение разгромить базу противника «Кокари-Шаршари», которая на северо-западе Афганистана играла такую же роль, как на востоке — «Джавара».

«....По расчетам, уничтожение базы значительно ослабило бы давление оппозиции на Герат и снизило бы ее активность в западных районах страны...»— генерал-лейтенант В.А. Богданов «Афганская война 1979-1989: Воспоминания» Глава 6 страница 140
С целью овладения базовым районом «Кокари-Шаршари» и разгрома «Западной объединённой группировки» Исмаил-хана (Туран Исмаил), 18-26 августа 1986 года — частями, соединением ОКСВА и правительственными силами ДРА была проведена общевойсковая операция «Западня».

Начальник оперативной группы Минобороны СССР в республике Афганистан и руководитель общевойсковой операции «Западня» — генерал армии В.И. Варенников, включил овладение базовым районом в число наиболее важных событий в период его участия в Афганской войне (1979-1989):

«В период моего пребывания в Афганистане был проведён целый ряд интересных и сложных операций. Конечно, операция операции — рознь. Одни не оставили никаких воспоминаний. Другие же никогда не поблекнут. Для меня особо памятны операции в Кунарском ущелье, при штурме базы Джавара, на Парачинарском выступе, в районе Кундуза, западнее Герата до базы «Кокари-Шаршари» на иранской границе»— Генерал армии Варенников В.И. «Неповторимое» Книга.5 часть.4
Несмотря на ожесточённое сопротивление 25.08.1986 группировка «Кокари» была повержена. Уцелевшие при обороне защитники, поняв обречённость цитадели, используя ходы сообщений в системе подземных коммуникаций, оставив обороняемые позиции, с командиром формирований Исмаил-ханом удалились на территорию Ирана.

«... Укрепрайон Исмаил-хана в Кокари-Шаршари мы все-таки взяли. Его банда была разбита. И только совсем незначительная часть уцелевших душманов, бросив оружие и боеприпасы, вместе с Исмаил-ханом ушла в Иран...».— Командир 149-го гвардейского мотострелкового полка А.И.Скородумов
После захвата базового района «Кокари-Шаршари» на месте были обнаружены тела свыше 200 афганских мятежников и иностранных наёмником, а также десятки тайников с оружием и боеприпасами. В одном из них находилось 400 ящиков с гранатами, патронами и минами. Падение «Кокари-Шашари» на границе с Ираном и разгром группировки оппозиции в окрестности Герата способствовал процессу перехода (в данном районе) ряда мятежных отрядов на сторону государственной власти.

## В художественной литературе
- Ильяс Дауди. «Не парадным коридором» повесть военно-исторического романа-трилогии «В Круге Кундузском». — М.: ДеЛибри, 2021. — 302 с. — ISBN 978-5-4491-1164-7.

— в ней описываются события по овладению в августе 1986 года советским подразделением базового района «Кокари-Шаршари» в провинции Герат.

## Документальные фильмы
- «Миссия в Афганистане. Первая схватка с терроризмом» «Герат 1986 год»
- «Афганистан» фильм М. Лещинского 1986 год

## См.также
- Операция «Западня»
- Исмаил-хан
- Герат (провинция)
- Шиитская восьмерка
- Чёрный аист (отряд)
- Операция «Западня»